# 痰盂

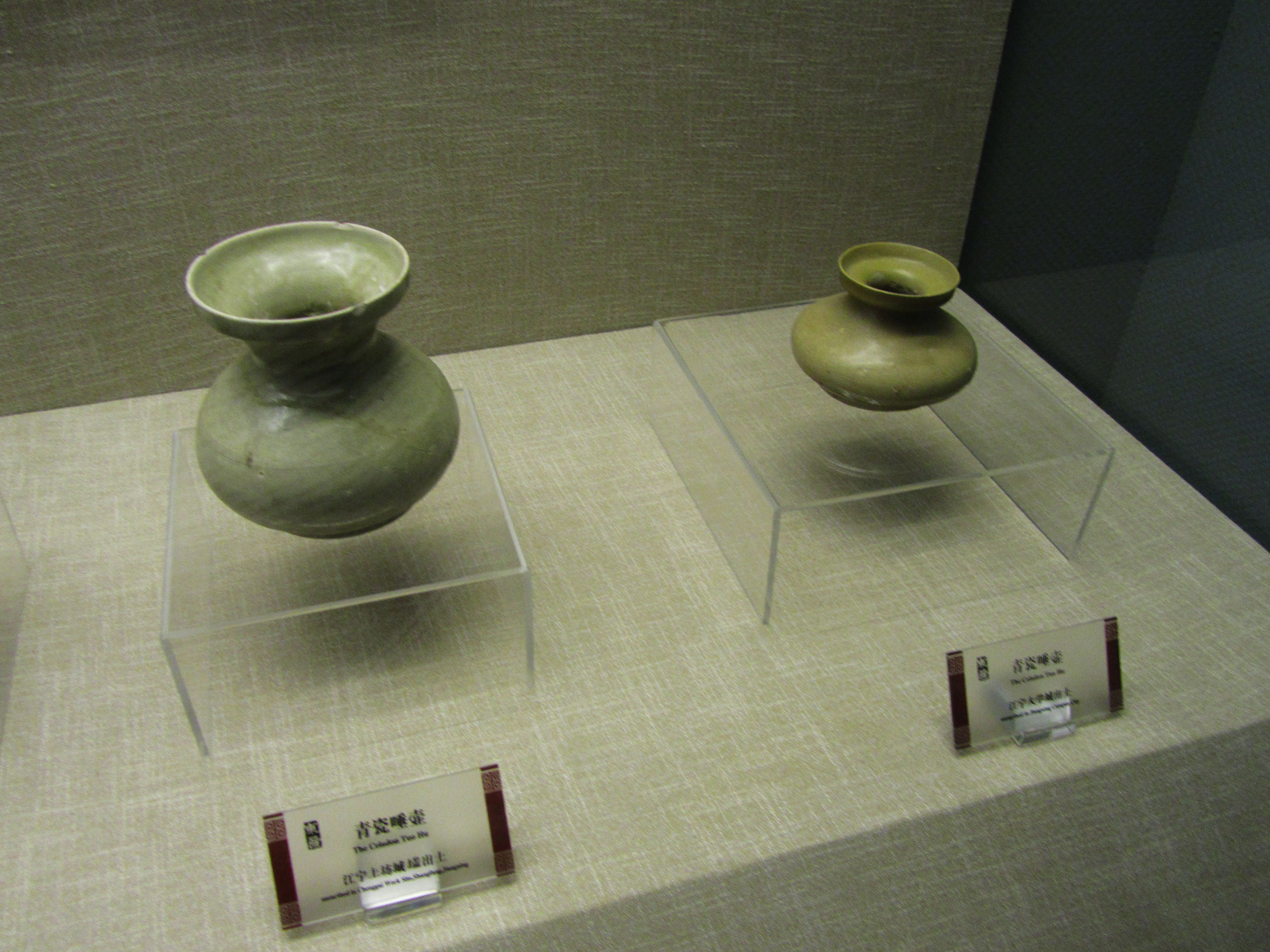
唾壶为魏晋、南朝时常见的随葬陶瓷器，图为东晋青瓷唾壶，江宁博物馆藏。

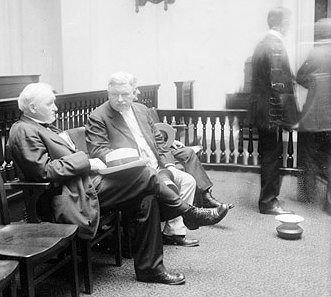
1910年代中，在美國芝加哥的法院裡亦放有痰盂。

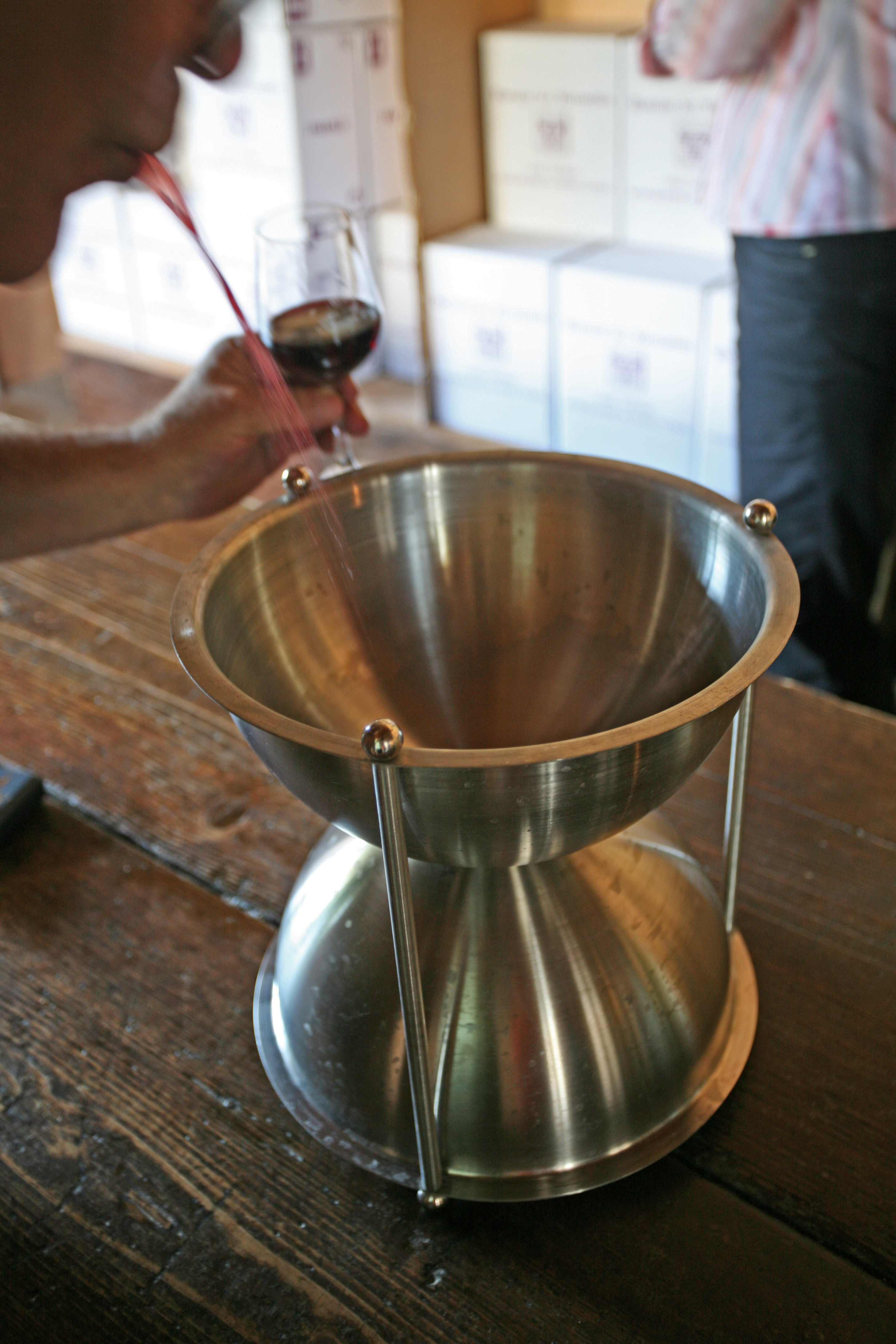
品尝葡萄酒後用來放吐出來的酒的痰盂。

痰盂，又名痰罐、痰壺、痰桶、唾壶、唾盂，是一種專門用來收集吐痰時吐出來的唾液或痰涎的器皿。痰盂一般放在餐廳的飯桌下，同時可用來收集煙蒂（從前還有享受過的鼻煙及嚼煙）、食物殘渣，亦可作挪進睡房作小孩尿壺之用。但較小型的痰盂，大小有如煙灰缸或冰桶，有時亦會放在桌上。東亞傳統的痰盂是小口巨腹，有瓷、铜、漆木、搪瓷、玉等材質。
因為衛生緣故，部份痰盂（主要是放在桌上的）會有痰盂蓋跟隨。為方便提取，有些痰盂會有把手或手挽在旁邊。
痰盂在東亞傳統上並非不可示人之物，在古代經常作為擺設，而二十世紀的中國大陸也常於正式場合放置痰盂，例如在1970年代到1980年代中國的國家領導人接見外國元首時，經常可見到他們的座位旁置有痰盂。而自二十世紀中期開始，廣東、香港、澳門等地的中式婚禮常用痰盂代替傳統的馬桶作為嫁妝中的「子孫桶」。

## 歷史
唾壶在东汉时即已出现，三国、西晋时越窑大量烧制青瓷唾壶，其造型多为撇口、圆球腹、高圈足，东晋后逐渐演变为盘口、扁圆腹、平底或假圈足，南朝时又配以盖和托盘。《晋书·王敦传》载王敦常于酒后咏曹操“老骥伏枥，志在千里，烈士暮年，壮心不已”的诗句，并以如意打唾壶为节，以致壶边尽缺，后世遂以“唾壶击缺”形容心情忧愤或感情激昂。
日本從中國傳入唾壺，於平安時代成為一種室內擺設。

## 清潔

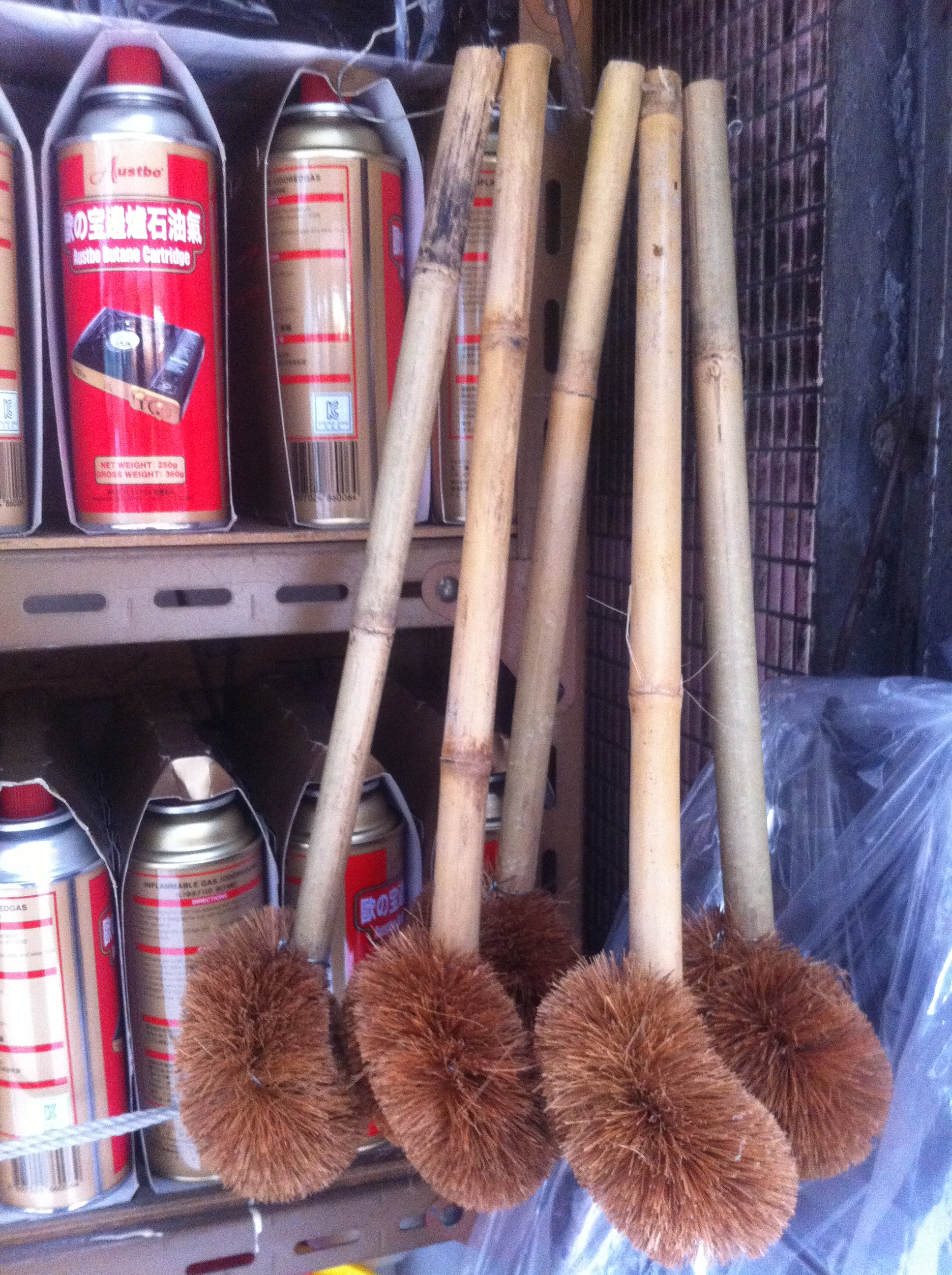
洗痰盂，用滾水、同痰盂擦

洗痰盂，用熱水浸泡，再用痰盂擦擦乾淨。

## 延伸阅读
[在维基数据编辑]
 《欽定古今圖書集成·經濟彙編·考工典·唾壺部》，出自陈梦雷《古今圖書集成》